# Endoxyla affinis
Endoxyla affinis is een vlinder uit de familie van de Houtboorders (Cossidae). De wetenschappelijke naam van de soort is voor het eerst gepubliceerd in 1896 door Lionel Walter Rothschild.
De soort komt voor in Australië (Queensland).